# FA Cup Football
FA Cup Football is een computerspel voor diverse platforms. Het spel werd uitgebracht in 1986. 

## Platforms
- 1986: Amstrad CPC, Commodore 64, ZX Spectrum

## Ontvangst
| Beoordeeld door | Jaar | Platform     | Score |
| --------------- | ---- | ------------ | ----- |
| Zzap!           | 1986 | Commodore 64 | 71%   |
| Your Sinclair   | 1986 | ZX Spectrum  | 70%   |